# Błeszyński
Błeszyński – polski herb szlachecki, odmiana herbu Suchekomnaty.

## Opis herbu
Opis z wykorzystaniem zasad blazonowania, zaproponowanych przez Alfreda Znamierowskiego:
W polu czerwonym nad czarną trąbą myśliwską z nawiązaniami złotymi krzyż kawalerski złoty, a nad nim orla głowa z gałązką wawrzynową o trzech listkach w dziobie.
W klejnocie nad hełmem w koronie trzy pióra strusie.

## Najwcześniejsze wzmianki
Nieznane pochodzenie herbu. Herb widoczny na XVIII-wiecznej pieczęci będącej własnością J. HR. Ostrowskiego.

## Herbowni
Herb ten, jako herb własny, przysługiwał jednej tylko rodzinie herbownych:
Błeszyński.